# Миранский, Анатолий Леонидович
Анатолий Леонидович Миранский (13 декабря 1922, Каменец-Подольский, Хмельницкая область, УССР, СССР — 19 мая 1975, Москва, СССР) — штурман самолёта 717-го бомбардировочного авиационного полка, старший сержант — на момент последнего представления к награждению орденом Славы.

## Биография
Родился 13 декабря 1922 года в городе Каменец-Подольский, Хмельницкой области Украинской ССР. Образование среднее.
В 1940 году был призван в Красную Армию городским военкоматом города Сочи.
На фронте в Великую Отечественную войну с апреля 1944 года. Весь боевой путь прошёл в составе 717-го бомбардировочного авиационного полка 242-й ночной бомбардировочной авиационной дивизии. Летал штурманом самолёта По-2 в экипаже младшего лейтенант Олейника.
К январю 1945 года старший сержант Миранский совершил 31 боевой вылет на разведку и бомбардировку живой силы и техники противника. В ночь на 17 января 1945 года у населённого пункта Волянув, выполняя боевое задание на самолёте По-2 в экипаже младшего лейтенанта Олейника, обнаружил противника, провёл бомбометание. В результате прямого попадания образовалось два очага пожаров, предположительно — склады боеприпасов.
Приказом по частям 242-й ночной бомбардировочной авиационной дивизии от 20 марта 1945 года старший сержант Миранский Анатолий Леонидович награждён орденом Славы 3-й степени.
В ночь на 17 февраля 1945 года на северо-западнее окраине города Франкфурт-на-Одере старший сержант Миранский в экипаже младшего лейтенанта Олейника взорвал склад с боеприпасами. В ночь на 26 марта экипаж после прицельного бомбометания по крепости Кюстрин вызвал взрыв большой силы, сопровождаемый пожаром, который был виден с аэродрома.
К апрелю 1945 года младший лейтенант Олейник совершил 87 успешных боевых вылетов на самолёте По-2, из них 15 — на разведку. Участвовал в боях за освобождение польских городов Штаргард, Наугард, Польцин. Был представлен к награждению орденом Славы 2-й степени.
Приказом по войскам 16-й воздушной армии от 5 мая 1945 года старший сержант Миранский Анатолий Леонидович награждён орденом Славы 2-й степени.
На завершающем этапе войны совершил ещё несколько боевых вылетов, в которых вновь отличился. В ночь на 22 апреля 1945 года экипаж Олейника — Миранского точным бомбометанием у населённого пункта Боссен Олейник взорвал большой склад с боеприпасам. 8 мая командиром полка был представлен к награждению орденом Славы 1-й степени. Наградной лист подписал командир дивизии, но в штабе армии видимо произошла ошибка и документы дальше не ушли.
Приказом по войскам 16-й воздушной армии от 4 июня 1945 года старший сержант Миранский Анатолий Леонидович награждён орденом Славы 3-й степени повторно.
После увольнения в запас жил и работал в городе-герое Москве. Скончался 19 мая 1975 года. Похоронен на Долгопрудненском кладбище города Москвы.
Указом Президиума Верховного Совета СССР от 19 декабря 1991 года приказ от награждении орденом Славы 3-й степени от 4 июня 1945 года был отменён и Миранский Анатолий Леонидович награждён орденом Славы 1-й степени. Стал полным кавалером ордена Славы.
Награждён орденами Славы 1-й, 2-й и 3-й степеней, медалями, в том числе «За боевые заслуги».